# Badonviller-Marsch
Der Badonviller-Marsch (eingedeutscht auch Badenweiler-Marsch; Armeemarschsammlung II, 256) ist ein von Georg Fürst 1914 komponierter Marsch, der später als Adolf Hitlers Auftrittsmarsch große Bekanntheit erlangte. Fürst hatte ihn dem erfolgreichen ersten großen Gefecht seines Königlich Bayerischen Infanterie-Leib-Regiments im Ersten Weltkrieg bei Badonviller (Frankreich) gewidmet. Der Marsch ist durch die Verwendung in der NS-Zeit noch heute belastet und darf von deutschen Militär- sowie Polizei-Musikkorps regulär nicht gespielt werden und wird daher auch sonst nur selten aufgeführt.

## Musik
Der Marsch beginnt mit dem kennzeichnenden tuschartigen Eingang. Wie generell die Märsche von Fürst fällt er schneidig aus und die Melodie drängt vorwärts. Im Trio enthält der Badonviller-Marsch ein wuchtiges Posaunenmotiv.

## Entstehungszusammenhang
Georg Fürst war Chef der Regimentsmusik des Königlich Bayerischen Infanterie-Leib-Regiments, dem Garderegiment Bayerns und Hausregiment der Wittelsbacher, im Range eines Obermusikmeisters. Er komponierte den Marsch zu Beginn des Ersten Weltkriegs, als in Deutschland großer Nationalstolz und Patriotismus existierten und allgemein Optimismus in Bezug auf den Kriegsausgang herrschte. Der Titel erinnert an das erste erfolgreiche Gefecht des Regiments bei Badonviller im Vorfeld der Schlacht in Lothringen. Bei dem Sturmangriff auf die Stadt durch vier bayerische Regimenter am 12. August 1914 wurden hunderte Soldaten auf beiden Seiten getötet. Zu dem prägenden Eingangsmotiv sollen den Komponisten die Hupen der Sanitätsfahrzeuge angeregt haben, mit denen die Verwundeten während des Gefechts abtransportiert wurden. In Frankreich gelten die an das Gefecht anschließenden Ereignisse in Badonviller als bekanntes Beispiel für deutsche Gräueltaten während des Ersten Weltkriegs und speziell bei den Kämpfen in Lothringen zu Kriegsbeginn. Der Ort wurde von den Deutschen niedergebrannt, mehrere Zivilisten erschossen und weitere Zivilgefangene nach Deutschland deportiert.

## Verwendung im Nationalsozialismus
Das Stück wurde von Adolf Hitler sehr geschätzt. Während des Dritten Reiches wurde dieser Marsch bei dessen Auftritten gespielt. Er war daher in der Deutschen Wochenschau regelmäßig zu hören. Der Ortsname im originalen Titel wurde durch den deutschen Namen des lothringischen Orts ersetzt, so dass der Marsch „Badenweiler-Marsch“ genannt wurde. Nach der Polizeiverordnung gegen den Mißbrauch des Badenweiler Marsches vom 17. Mai 1939 durfte der Marsch „… nur bei Veranstaltungen, an denen der Führer teilnimmt, und nur in seiner Anwesenheit öffentlich gespielt werden.“

## Nachkriegszeit und Gegenwart
Der Marsch wurde auch nach dem Ende des Nationalsozialismus unwillkürlich mit Hitler in Verbindung gebracht.
In Hessen wies 1951 der Innenminister Heinrich Zinnkann in einem öffentlichen Schreiben die Regierungspräsidenten an, das öffentliche Singen und Spielen unter anderen des Badenweiler-Marsches „mit allen polizeilichen Mitteln zu verhindern“, da „gewissenlose Elemente öffentlich Lieder und Musikstücke aus der Zeit der nationalsozialistischen Gewaltherrschaft singen und spielen und dadurch die öffentliche Sicherheit und Ordnung insofern gefährden, als sie die Erinnerung an die nationalsozialistische Gewaltherrschaft wachrufen oder gegen den im Grundgesetz und in der Hessischen Verfassung verankerten Gedanken der Völkerverständigung verstoßen und damit die verfassungstreue Bevölkerung politisch provozieren“. In dem Verbot wurden neben dem Badenweiler-Marsch weitere Titel genannt: das Horst-Wessel-Lied, das Engelland-Lied, Bomben auf Engelland, Siegreich wollen wir Frankreich schlagen und Volk ans Gewehr.
Deutsche Militär- und Polizei-Musikkorps dürfen ihn im regulären Dienst- und Konzertbetrieb nicht spielen. Dies legte der erste Leiter des Militärmusikdienstes, Friedrich Deisenroth, bei der Aufstellung der Musikkorps der Bundeswehr im Jahr 1956 per „Fachdienstlicher Anweisung“ für die Bundeswehr fest. Ausnahmen von dieser Vorschrift sind sogenannte „Historische Konzerte“, in denen die Entwicklung des Marsches im Allgemeinen sowie die Eigenart landestypischer Märsche aufgezeigt werden sollen. Solche Aufführungen dürfen jedoch ausschließlich unter dem originalen Titel „Badonviller-Marsch“ erfolgen.
Abgesehen von diesen Einschränkungen ist die Aufführung des Marsches heute nicht verboten, wozu auch mehrere Gerichtsurteile ergingen. Es wird aber von offizieller Seite immer wieder auf die Notwendigkeit eines sensiblen Umgangs mit diesem Stück verwiesen. Allgemein wird der Marsch aufgrund seiner Geschichte nur noch selten aufgeführt.